# Каплиця-усипальниця (мур.) (Рогатин, міський цвинтар)

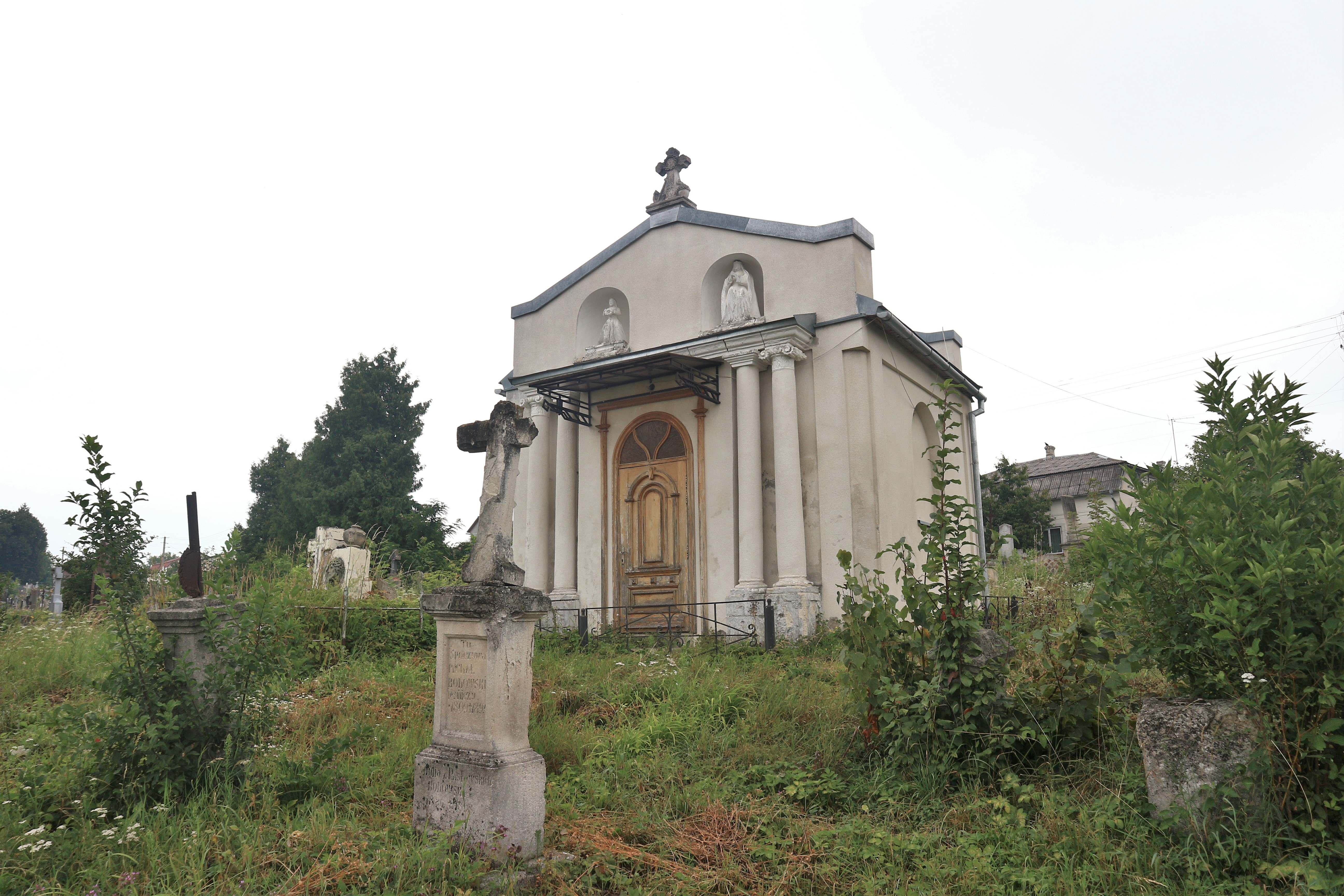
Каплиця-усипальниця після ремонту 2008 року

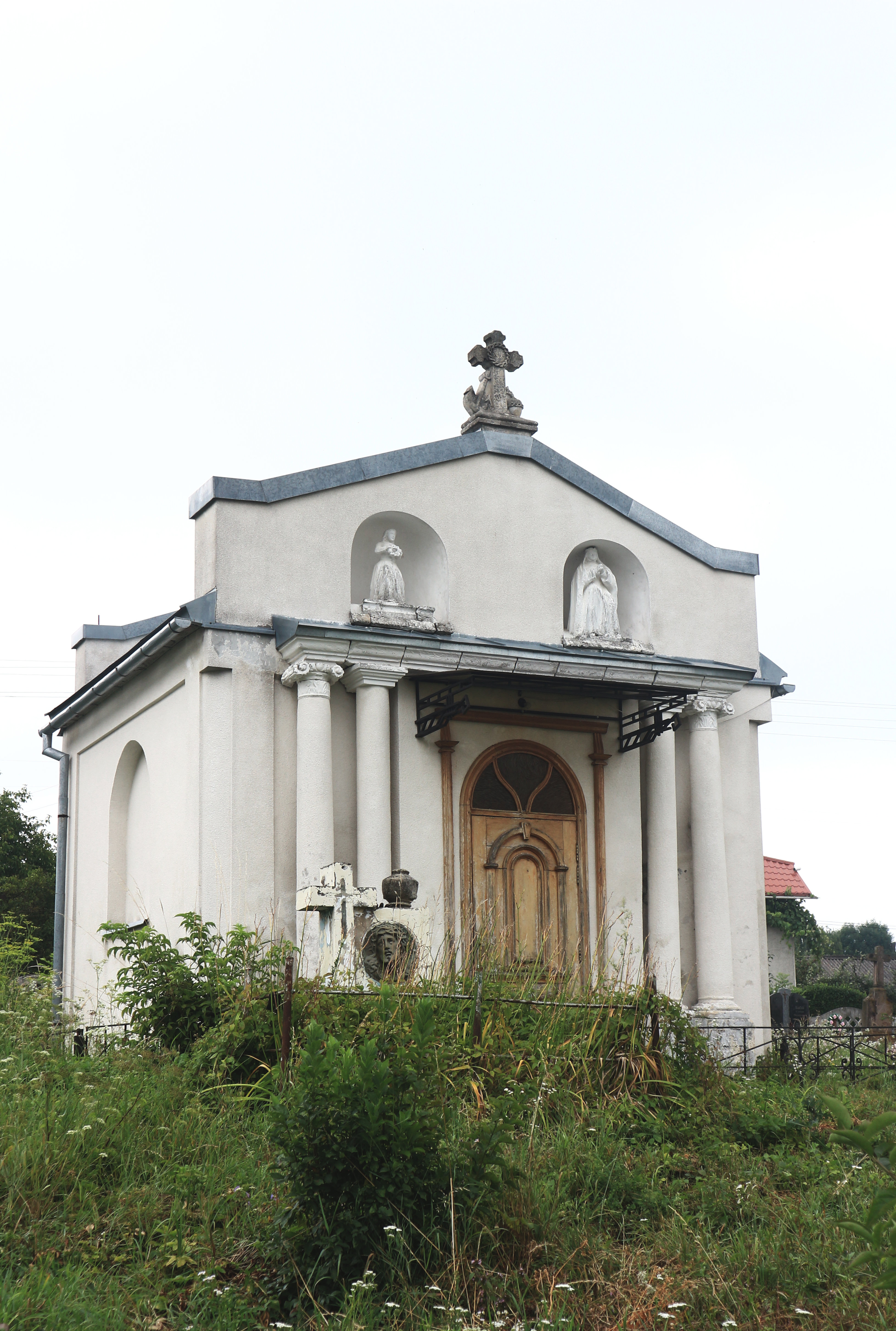

Каплиця-усипальниця — пам'ятка архітектури місцевого значення (№ 874) в місті Рогатин, Івано-Франківської області.

## Історія
У Рогатинській церкві Різдва Пресвятої Богородиці впродовж 55 років
(з 1805 по 1860 рр.) мав парафію священик Микола Коленковський. Сім'я Коленковського проживала спочатку в дерев'яній плебанії на території згаданої церкви. У 1828—1829 роках отець Коленковський збудував собі власний мурований будинок на городах, куплених у парафіян (зараз «Школа мистецтв ім. Б. Кудрика» (ІІ корпус), вул. Галицька, 86).
Земля, яка була у власності Миколи Коленковського, була досить обширною, біля 10 гектарів. Цією площею священик розпоряджався самостійно, яку віддавав в оренду, при необхідності міг продати.
На початку ХІХ ст. в Рогатині було два цвинтарі: один — латинський за містом з північної сторони (нині вул. Січових Стрільців), а другий — коло церкви Святого Духа. Латинський цвинтар бере початок першої чверті
ХІХ ст., тобто з початком пастирської діяльності отця Коленковського. До цього часу померлих латинників (поляків, австріяків, німців) хоронили біля костелу Святої Анни. Чисельність мешканців міста польської національності щорічно збільшувалась, тому виникла потреба розширити територію латинського цвинтаря. З цією пропозицією міська управа звернулася до священика Миколи Коленковського. На схилі літ він не заперечував можливості продажі власної земельної площі, для потреб польської громади з метою облаштування під цвинтар. Після смерті отця Коленковського, нерухоме майно було передано у спадок його сину Йосифу Коленковському. Бурмістром Рогатина на той час був Амвросій Мровчинський, котрий домовився з Йосифом Коленковським стосовно продажу земельної ділянки, площею три гектари вартістю 3 400 ринських. Урядовий комітет, що складався з поляків і євреїв, 16 травня 1860 року схвалив домовленість і уклав договір про передачу земельної площі для латинського цвинтаря, з умовою на право вільного поховання українців, якщо така потреба виникатиме.

## Каплиця-усипальниця
У 1848 році бурмістр Рогатина Амвросій Мровчинський збудував каплицю-усипальницю на латинському цвинтарі в честь своєї дружини і двох дітей, які були знищені під час революції, яка поширилася у багатьох країнах Європи.
Збудована каплиця на латинському цвинтарі, у належному стані зберігалася до Другої світової війни. Вікна і двері були зачинені. Всередині стіни були оздоблені образами (іконами святих), підлога викладена плитами, від якими у підвальному приміщенні були поховані сім'я бурмістра.
Польські родини виселені на територію Польщі у 1939—1940 рр. Через рік наш край зайняли німецькі фашисти. У каплиці таємно переховувалася єврейська сім'я, яку виявили гестаповці і знищили.
З приходом радянської влади, енкаведисти в пошуках вояків УПА здійснили обшук в каплиці-усипальниці, де поховані члени сім'ї А.Мровчинського. Від тоді, понад 50 років, споруда поступово руйнувалася. Лише у 2008 р. повністю відновлена і освячена при участі багатолюдного здвигу вірних у Христі. У відкритті взяли участь священики: отець Іван Сидоренко, отець-декан Дмитро Бігун.
Пам'ятна споруда повинна зберігатися для прийдешніх поколінь, як історична реліквія.